# Convolution de Dirichlet
Pour les articles homonymes, voir Convolution.
En mathématiques, la convolution de Dirichlet, encore appelée produit de convolution de Dirichlet ou produit de Dirichlet est une loi de composition interne définie sur l'ensemble des fonctions arithmétiques, c'est-à-dire des fonctions définies sur les entiers strictement positifs et à valeurs dans les nombres complexes. Cette loi de convolution est utilisée en arithmétique, aussi bien algébrique qu'analytique. On la trouve aussi pour résoudre des questions de dénombrement.
Dirichlet développe ce produit en 1837 pour démontrer le théorème de la progression arithmétique.

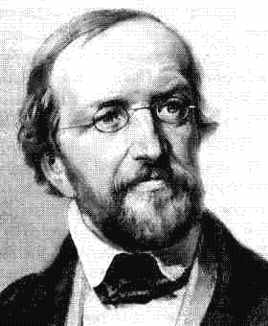
Johann Peter Gustav Lejeune Dirichlet.

## Définition, exemples et premières propriétés

### Notations
Dans toute la suite de l'article, on notera
- F l'ensemble des fonctions arithmétiques et, parmi celles-ci,
- δ1 la fonction indicatrice du singleton {1} : δ1(1) = 1 et pour tout entier n > 1, δ1(n) = 0,
- 1 la fonction constante 1 : 1(n) = 1,
- Id l'application identité : Id(n) = n.

### Définition
Soient {\displaystyle f,g:\mathbb {N} ^{*}\to \mathbb {C} } deux fonctions définies sur les entiers strictement positifs à valeurs complexes. La convolution de Dirichlet de deux fonctions arithmétiques ƒ et g est la fonction ƒ ✻ g définie par :
où « d|n » signifie que la somme porte sur tous les entiers positifs d diviseurs de n. On a donné deux expressions égales de {\displaystyle (f*g)(n)}, chacune sous la forme d'une somme. Dans la première, on considère tous les couples (a, b) d'entiers dont le produit fait n. Dans la deuxième, on fait une somme sur tous les diviseurs de n.

### Exemples
- Toute fonction arithmétique g vérifie l'égalité :{\displaystyle \delta _{1}*g=g\quad {\text{ou encore}}\quad \forall n\in \mathbb {N} ^{*}\quad (\delta _{1}*g)(n)=g(n).}
- L'indicatrice d'Euler φ vérifie l'égalité[Note 2] :{\displaystyle {\rm {Id}}=\varphi *{\mathbf {1} }\quad {\text{ou encore}}\quad \forall n\in \mathbb {N} ^{*}\quad n=\sum _{d|n}\varphi (d)}.

### Premières propriétés
L'ensemble F des fonctions arithmétiques, muni de l'addition et de la convolution de Dirichlet, forme un anneau intègre, c'est-à-dire que — outre le fait que F muni de l'addition est un groupe abélien — la loi interne ✻ est associative, commutative et distributive par rapport à l'addition, il existe un élément neutre : δ1, et si {\displaystyle f,g\neq 0} alors {\displaystyle f*g\neq 0}.
L'opérateur D : F → F défini par {\displaystyle (Df)(n)=f(n)\log n} (où log est le logarithme dans n'importe quelle base) est une dérivation sur cet anneau.

## Fonction multiplicative

### Groupe des fonctions multiplicatives
L'anneau des fonctions arithmétiques n'est pas un corps.
- Son groupe des unités — le groupe (abélien) de ses éléments inversibles — est l'ensemble de toutes les fonctions qui donnent à 1 une image non nulle[3],[4]
- L'ensemble des fonctions multiplicatives en est un sous-groupe[3],[4].

En particulier, la convolée de deux fonctions multiplicatives est multiplicative.

### Fonction de Möbius
La fonction constante 1 fait partie du groupe ci-dessus. On désigne par μ son inverse pour ✻. Autrement dit :
On vérifie qu'il s'agit bien de la fonction de Möbius: si l'entier n > 0 est un produit de nombres premiers distincts alors μ(n) = (–1)k où k est le nombre de ces facteurs premiers, et sinon, μ(n) = 0.
Cet inverse μ de 1 joue un rôle particulier, vis-à-vis de la convolution. Soit f une fonction arithmétique et g la fonction définie par l'égalité g = f ✻ 1. Par convolution par μ, on obtient f = g ✻ μ. Cette expression de f à l'aide de g porte le nom de formule d'inversion de Möbius.
Un exemple d'usage de la formule est son application sur l'indicatrice d'Euler. D'après le deuxième exemple ci-dessus, cette fonction φ vérifie l'égalité Id = φ ✻ 1. La formule d'inversion montre que :

### Fonction totalement multiplicative
Une fonction ƒ est dite complètement (ou « totalement ») multiplicative si :
Les fonctions complètement multiplicatives jouent un rôle en arithmétique. En théorie algébrique des nombres, les caractères de Dirichlet sont des fonctions totalement multiplicatives. Leur usage est à la base de la démonstration du théorème de la progression arithmétique, à l'origine du développement du concept de la convolution de Dirichlet. En théorie analytique des nombres, les fonctions ƒs, qui à n associent ns, où s est un nombre complexe, sont utilisées pour étudier la fonction zêta de Riemann ainsi que la fréquence de certains nombres particuliers, comme les nombres premiers.
Si la convolution de deux fonctions complètement multiplicatives est multiplicative, en revanche elle n'est pas nécessairement complètement multiplicative. Par exemple la convolée 1 ✻ 1 est la fonction d qui à n associe son nombre de diviseurs. Cette fonction n'est pas complètement multiplicative : l'image de 2 est égale à 2 et celle de 4 à 3.
Soit ƒ une fonction complètement multiplicative :
- son inverse pour la convolution est le produit ƒμ (au sens usuel)[10] ;
- sa convolée par elle-même est le produit ƒd ;
- plus généralement, pour toutes fonctions arithmétiques g et h : (ƒg) ✻ (ƒh) = ƒ(g ✻ h).

La première de ces trois propriétés caractérise même, parmi les fonctions multiplicatives, celles qui le sont complètement,.

## Convolution de Dirichlet et séries génératrices de Dirichlet
Si ƒ est une fonction arithmétique, on définit sa série de Dirichlet génératrice F par :
{\displaystyle F(s)=\sum _{n=1}^{\infty }{\frac {f(n)}{n^{s}}}}
pour les nombres complexes s tels que la série converge (s'il en existe).
La multiplication des séries de Dirichlet est compatible avec la convolution de Dirichlet dans le sens suivant : si h = ƒ ∗ g, alors
pour tous les nombres complexes s tels que les deux séries F(s) et G(s) convergent et dont l'une des deux converge absolument.
Ceci est lié au théorème de convolution sur les transformées de Fourier.
La simple convergence de F(s) et de G(s) n'implique pas celle de H(s).